# Lonchaea simulata
Lonchaea simulata är en tvåvingeart som beskrevs av Mcalpine 1964. Lonchaea simulata ingår i släktet Lonchaea och familjen stjärtflugor. Inga underarter finns listade i Catalogue of Life.